# Corb Lund
I Corb Lund and the Hurtin' Albertans, meglio noti come Corb Lund, sono un gruppo musicale canadese.

## Storia

### Corb Lund
Corb Lund, il cantante del gruppo, crebbe nell'Alberta meridionale nella fattoria della sua famiglia presso Taber e Cardston. Da lì si trasferì a Edmonton, dove studiò la chitarra jazz e il basso elettrico.

### The Hurtin' Albertans
Hurtin' Albertans sono il gruppo, di cui Corb Lund era il capo, con il quale realizzava vari tour in Canada, Stati Uniti e Australia. I componenti, oltre allo stesso Corb Lund, sono Kurt Ciesla (basso), Grant "Demon" Siemens (chitarra) e Brady Valgardson (batteria). Siemens è l'unico membro che non è originario dell'Alberta, ma proviene da Winnipeg, Manitoba.

## Discografia

### Album
- 1995: Modern Pain
- 1999: Unforgiving Mistress
- 2002: Five Dollar Bill
- 2005: Hair in My Eyes Like a Highland Steer
- 2007: Horse Soldier! Horse Soldier!
- 2009: Losin' Lately Gambler
- 2012: Cabin Fever
- 2014: Counterfeit Blues
- 2015: Things That Can't Be Undone
- 2020: Agricultural Tragic
- 2024: El Viejo

### Singoli
- 2002: No Roads Here
- 2003: Five Dollar Bill
- 2003: Roughest Neck Around
- 2003: Time to Switch to Whiskey
- 2004: (Gonna) Shine Up My Boots
- 2004: Roughest Neck Around
- 2005: Truck Got Stuck
- 2005: Hair in My Eyes
Like a Highland Steer
- 2006: Hair in My Eyes Like a Highland Steer
- 2006: Counterfeiters' Blues
- 2006: Truth Comes Out
- 2007: I Wanna Be in the Cavalry
- 2007: Horse Soldier! Horse Soldier!
- 2008: Family Reunion
- 2009: Hard on Equipment (Tool for the Job)
- 2009: A Game in Town Like This
- 2009: Losin' Lately Gambler
- 2009: "Long Gone to Saskatchewan"
- 2010: Devil's Best Dress

## Premi
- 2005: Western Canadian Music Awards, Entertainer of the Year
- 2005: Canadian Country Music Association Awards
- 2006: Canadian Country Music Awards come Roots Artist of the Year e Album of the Year
- Juno Award for Roots & Traditional Album of the Year
- 2007: Canadian Country Music Award per Roots Artist of the Year
- 2008: Canadian Country Music Award per Roots Artist of the Year
- 2009: Canadian Country Music Award per Roots Artist of the Year